# 兹雷尼亚宁
兹雷尼亚宁（羅馬化：Zrenjanin）是塞尔维亚伏伊伏丁那自治省中巴納特區的城市。城市面积为1,325.88平方公里，2022年人口数量为105,722人。